# Dolichos thorelii
Dolichos thorelii är en ärtväxtart som beskrevs av François Gagnepain. Dolichos thorelii ingår i släktet Dolichos och familjen ärtväxter. Inga underarter finns listade i Catalogue of Life.